# Partido de Marcos Paz
Marcos Paz es uno de los 135 partidos de la provincia argentina de Buenos Aires, situado en el centro-este de la misma. Su cabecera es la ciudad de Marcos Paz. Forma parte del aglomerado urbano conocido como Gran Buenos Aires, ubicándose en la zona oeste del mismo. En el partido se encuentra el Complejo Penitenciario Marcos Paz, complejo de alta seguridad, dependiente del Servicio Penitenciario Federal inaugurada en el año 2001.

## Historia
En su actual territorio, entonces parte del pago de La Matanza (Buenos Aires), el maestre de campo Juan de San Martín y Gutiérrez fundó en 1745 un fortín, simple estacada para detener los malones que desde la araucanización recrudecían sobre la frontera, establecida en el río Salado (Buenos Aires). 
La llamada Guardia de La Matanza conocida por Guardia Puesto de López tuvo corta duración.
El pueblo de Marcos Paz sería finalmente fundado por Juan Feijoó en 1871 sobre la línea del ferrocarril que corría entre Merlo y Lobos, pero recién en 1876 se realizaría el trazado, que estaría a cargo del agrimensor Carlos Chapeaurouge. 
En 1877 sus vecinos peticionaron al gobierno de la provincia la creación del nuevo partido Marcos Paz y el 25 de octubre de 1878 se dio curso a lo solicitado creándose el partido de Marcos Paz con tierras de Merlo, La Matanza y General Las Heras, designándose al vecino Enrique Álvarez como el primer juez de paz.
El juez Álvarez tomó el juramento de práctica a los cuatro Delegados municipales, con lo que quedó funcionando el Gobierno Municipal. 
Su nombre homenajeaba al doctor Marcos Paz, miembro de la convención reformadora de la Constitución Nacional de 1860 y vicepresidente de la República entre los años 1862 y 1868, año en que falleció .
El 22 de mayo de 1959 se funda el Rotary club de Marcos Paz, apadrinado por el Club de Moreno. Sus socios fundadores fueron 25, su primer presidente Mario J. Grand, y su secretario Héctor Basso. Entre sus actividades se destacan la creación del Cuerpo de Bomberos Voluntarios en 1961, otorgamiento de becas a estudiantes desde hace más de 40 años, equipamiento de tres salas para internación pediátrica en el Hospital Municipal local. 
Participa desde los inicios la campaña Polio Plus, cuyo objetivo, logrado en más del 99% , es erradicar la poliomielitis, segunda enfermedad después de la viruela.  
Sus socios han entregado becas, participado en intercambios estudiantiles de jóvenes, brindaron cursos de Auxiliares de Enfermería y provisto con más de trescientos volúmenes la «biblioteca Rotary» a la unidad 24-26 del Servicio Penitenciario Federal de la ciudad entre muchas otras cosas.

## Geografía

### Ubicación
Se encuentra al sudoeste del Partido de Merlo conformando un incipiente "tentáculo" en la mancha urbana del Gran Buenos Aires, que se interna en la llanura pampeana.
Limita al norte con los partidos de General Rodríguez, Moreno y Merlo, al este con los partidos de Merlo y La Matanza, al sur con Cañuelas y 
al oeste con General Las Heras.
En el extremo norte del partido, en el límite con General Rodríguez,  Moreno y Merlo se encuentra el Embalse Ingeniero Roggero, que retiene las aguas de los arroyos que forman el Río de la Reconquista.

### Sismicidad
La región responde a la «subfalla del río Paraná», y a la «subfalla del río de la Plata», con sismicidad baja; y su última expresión se produjo el 5 de junio de 1888 (136 años), a las 3.20 UTC-3, con una magnitud aproximadamente de 5,0 en la escala de Richter (terremoto del Río de la Plata de 1888).
La Defensa Civil municipal debe advertir sobre escuchar y obedecer acerca de 
Área de
- Tormentas severas periódicas
- Baja sismicidad, con silencio sísmico de 136 años

### Clima
Es templado y húmedo, sin fríos ni calores extremos. Los rocíos comienzan a mediados de febrero deteniendo la maduración de ciertas hortalizas.
En mayo comienzan las heladas y por ende la época propicia para los trasplantes y preparación de la tierra.
Los vientos son generalmente del sudeste, moderados y más frecuentes en los meses de noviembre y diciembre.

## Gobierno

### Intendentes municipales desde 1983
| Intendente                   | Mandato                                           | Partido |
| Emiliano Florencio Rodríguez | 10 de diciembre de 1983 - 10 de diciembre de 1987 | UCR     |
| Enrique Jaime Salzmann       | 10 de diciembre de 1987 - 10 de diciembre de 2003 | PJ      |
| Ricardo Pedro Curutchet      | 10 de diciembre de 2003 - al presente             | CMP     |

## Población
Según los resultados definitivos del censo de 2022 la población del partido alcanza los 67.154 habitantes.
De acuerdo a los resultados definitivos del censo nacional de población de 2010 la población ascendía a 54.181 habitantes, de los cuales 27.802 eran varones y 26.379, mujeres. 
El índice de masculinidad era de 105,4. En 2010, prevalecía la población entre 15 y 59 años (33.054). Los menores de 14 años eran 15.702 y los mayores de 60, 5.425. 
En cuanto al origen de la población, los argentinos eran 51.522 y los extranjeros 2.959, es decir el 5,46 por ciento del total. El primer grupo de extranjeros estaba representado por los paraguayos (1.331), seguidos por los bolivianos (734), uruguayos (326), peruanos (148), italianos (94), chilenos (87), españoles (58), japoneses (23), brasileños (21), africanos (12), chinos (8), franceses (6), alemanes (2), coreanos (1) y taiwaneses (1). Del total de la población mayor de 3 años encuestada, 23.234 declararon utilizar la computadora en sus viviendas particulares mientras que 25.412 dijeron no tener dicha posibilidad.

## Atractivos
Su gran centro es una de las grandes atracciones de «La ciudad del árbol», con su gran bulevar y su iglesia ubicada frente a la hermosa plaza principal. También la vieja estación de la trocha es un gran atractivo para esta ciudad. En realidad son 3 bulevares: 2 en la plaza principal, de una cuadra cada uno, y el mayor, que es la Avda. Independencia, que tiene 6 cuadras de extensión.
Un poeta llamado Renato Segovia bautizó a Marcos Paz como el Pueblo del árbol, con un poema. Luego de una gran expansión poblacional, convirtiéndose así en ciudad, se la llama «Ciudad del árbol», muy acertadamente ya que sus calles son caminos de árboles cuyas copas en primavera-verano se juntan haciendo sentir al caminante que transita sus calles como si estuviese dentro de un túnel de árboles.  

## Simbología del Escudo
Creado por Ordenanza 11, del 15 de septiembre de 1978 y como autor del proyecto el Dr. Félix Martín y Herrera, el escudo de Marcos Paz representa lo siguiente: el primer cuartel representa la religiosidad característica de los habitantes del pueblo que día a día manifiestan su fe presenciando las misas que se celebran en la gran Parroquia-Santuario San Marcos Evangelista, invocando al patrono del partido. Por otra parte, el azul de su campo significa la virtud de la justicia. El segundo cuartel refleja la riqueza agropecuaria brindada por el Municipio, así el toro es emblema de su ganadería de buenas razas; el fondo color verde, de la abundancia y calidad de sus productos agrícolas, incluso hortícolas y florales; por fin, la ondeante cinta del goce de buenas corrientes de agua. Además el sinople o verde, entre las virtudes, corresponde a la esperanza. El tercer cuartel aporta el libro abierto y la lámpara encendida, señalando la característica tendencia al estudio y la enseñanza. Además de la esperanza como virtud, el verde del campo es pauta de cortesía y de abundancia. El cuarto cuartel al exponer un trozo de muro almenado y con arcadas, perpetúa a cierto centenario edificio construido en paraje aledaño, cuyo perímetro exterior forma una recova, coronada con elementos arquitectónicos semejantes a alamedas. En cuanto al sol naciente, es en homenaje al que luce el escudo nacional, significando la unidad, la verdad y la pujanza para el crecimiento del municipio. Por último, el león de San Marcos, semejante al de Venecia, es una imagen tradicional de la población, evocativa del Evangelista y Mártir, de advocación local y siempre vinculado a su historia. Exteriormente, en la parte inferior, va la cinta y la leyenda con el nombre del partido, para su conocimiento fuera de la comarca.

## Creación y fundamentación de la bandera
La bandera municipal fue creada en el año 2001 por las alumnas de la Escuela de Educación Técnica N.º 1 «Juan XXIII» Guadalupe Pérez Gaviña y Mariela Soledad Vivero. Su fundamentación fue la siguiente: «Para realizarla nos remontamos a la historia cuando Manuel Belgrano miró el cielo y vio en él la bandera nacional. Nosotras al mirar el horizonte vemos los grandes campos que se extienden en nuestro suelo. La franja blanca representa la pureza de sus habitantes y la tranquilidad pueblerina. La bandera nacional sirve como base fundamental para el crecimiento de nuestra querida ciudad del árbol».

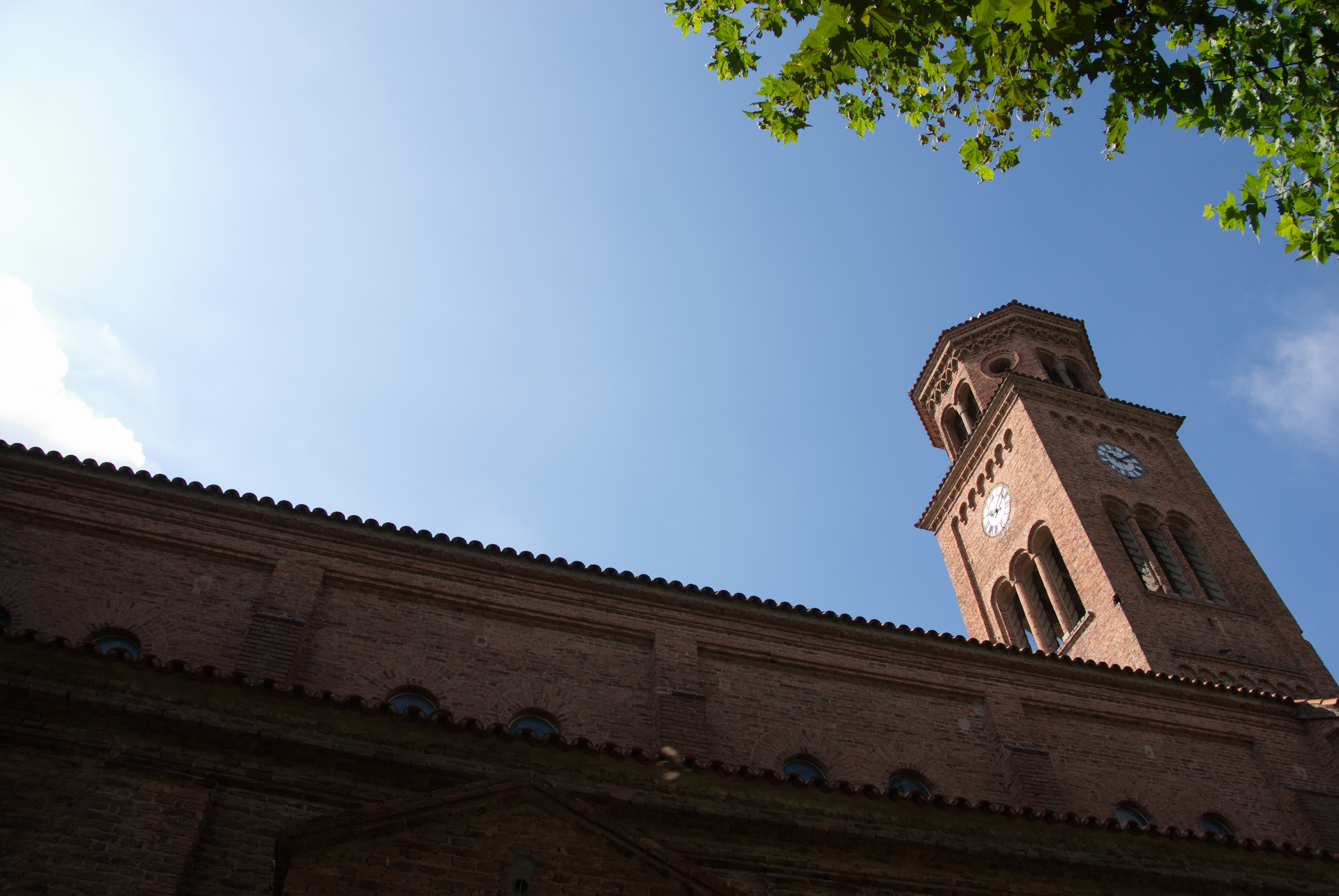
Iglesia de Marcos Paz
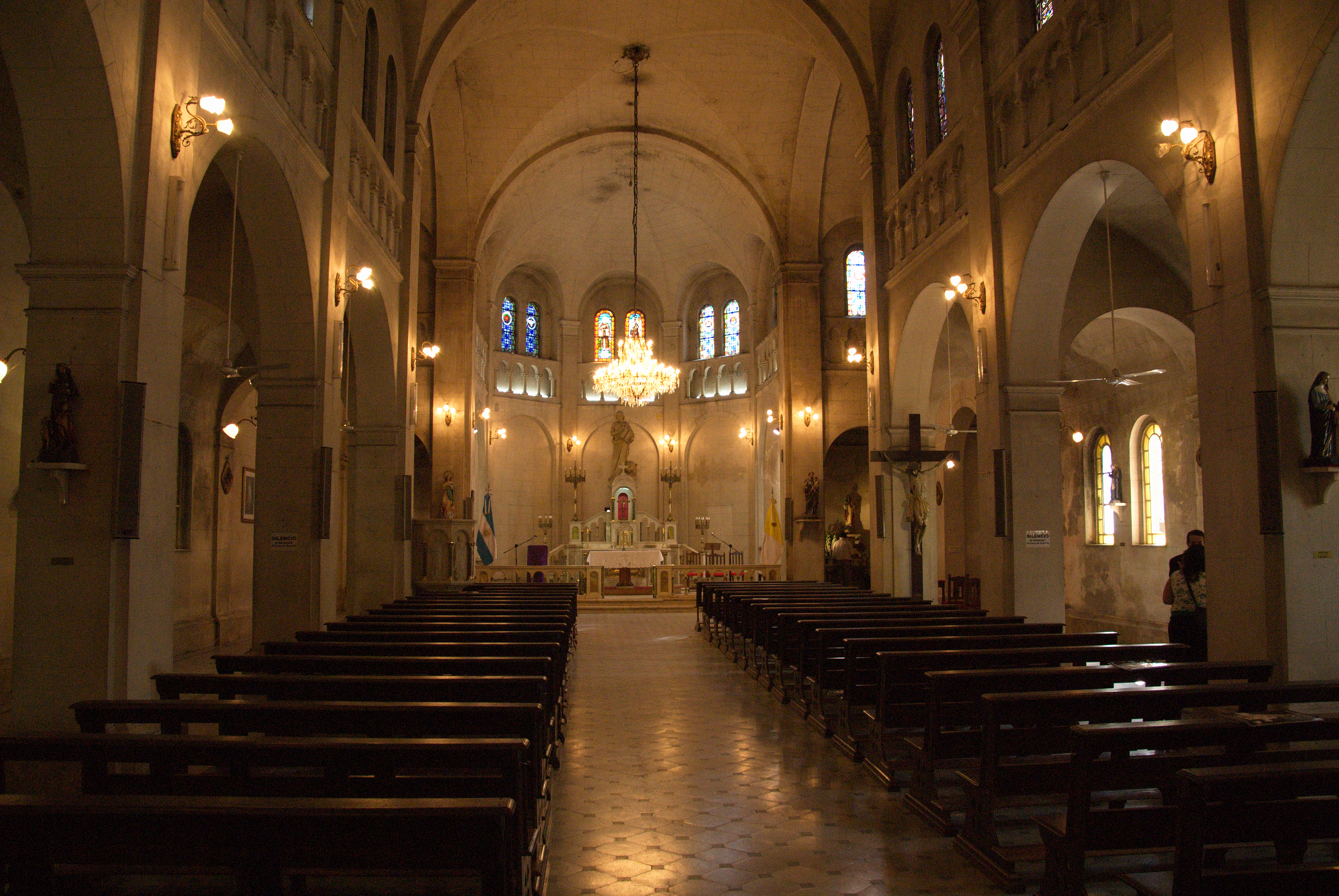
Interior de la parroquia de Marcos Paz
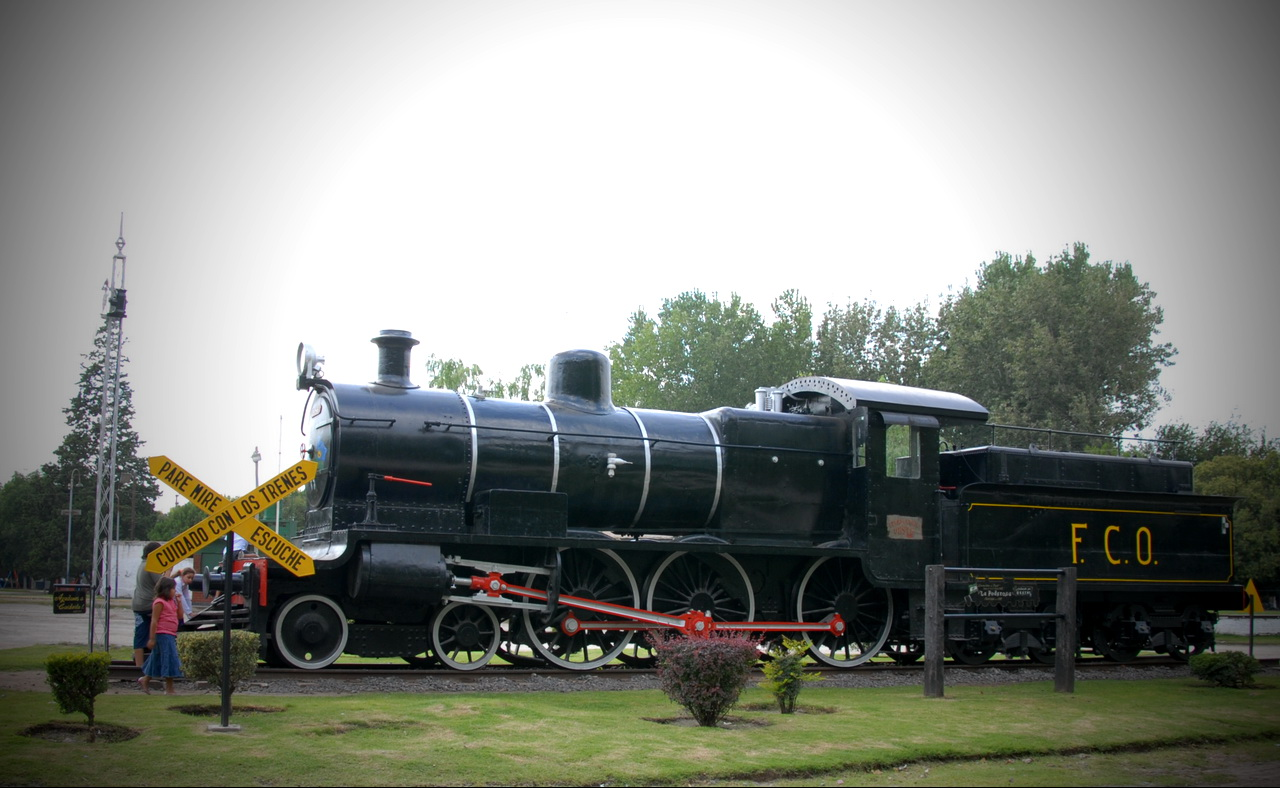
Locomotora «La poderosa»
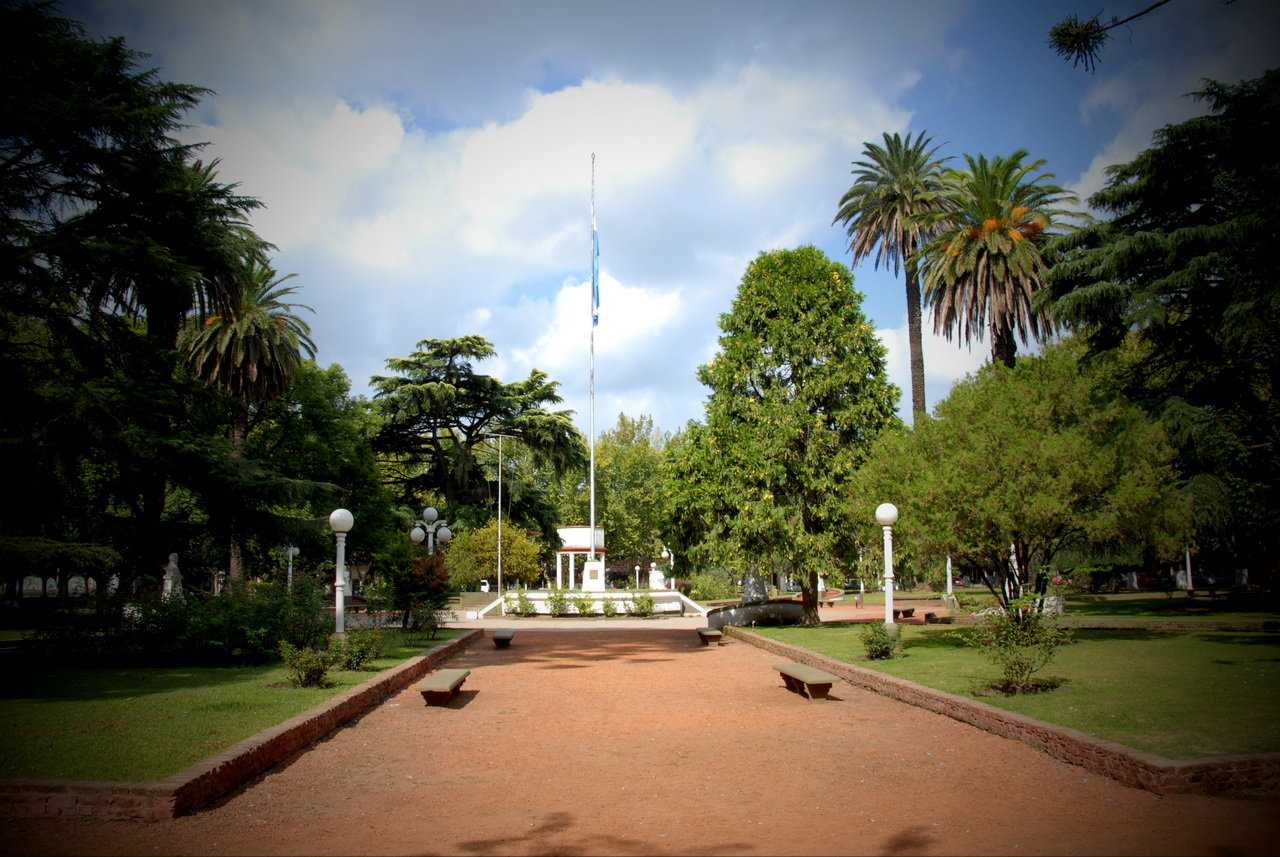
Plaza principal de Marcos Paz
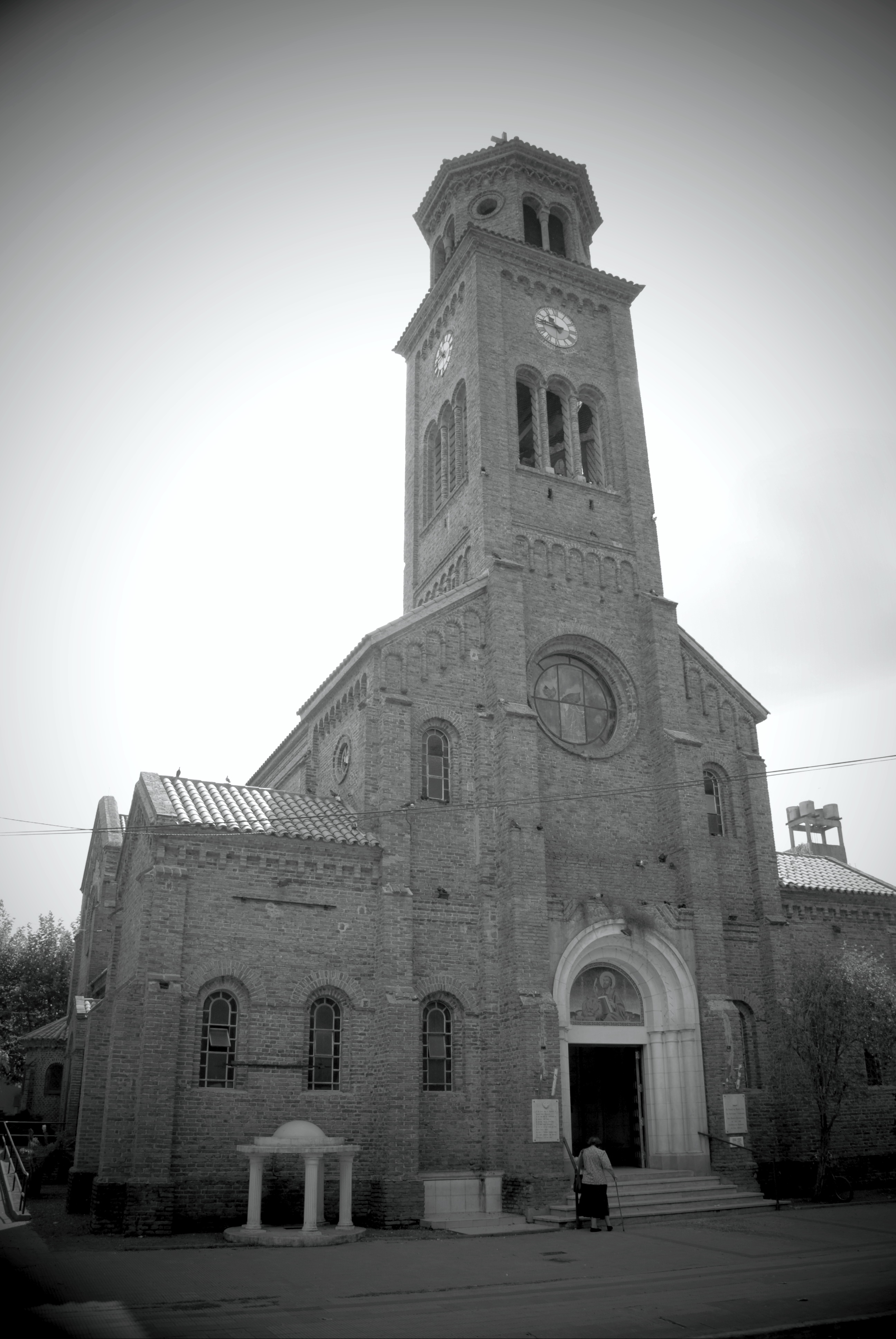
Parroquia San Marcos

## Localidades del Partido
- Marcos Paz
- Elías Romero
- Santa Rosa
- Lisandro de la Torre
- Santa Marta
- Barrio El Portugués